# 土耳其國家鐵路
土耳其國家鐵路（土耳其語：Türkiye Cumhuriyeti Devlet Demiryolları，簡稱TCDD）是土耳其共和國政府擁有的國有鐵路公司，總部設於安卡拉。土耳其國鐵於1927年6月1日由土耳其政府成立，以取代鄂圖曼帝國解體後位於土耳其共和國境內的已有鐵路線管理權，並建設新路線。
土耳其國鐵擁有並營運所有土耳其國內的公營鐵路。2011年，土耳其國鐵管理12000公里的鐵路，成為世界上第22大鐵路系統。2014年，土耳其國鐵搭載了7800萬名乘客（世界上第24大載客交通）及2600萬公噸貨物（世界上第34大載貨交通）。2009年，土耳其國鐵有25,593名員工。
土耳其國鐵亦擁有（或持有股份）部分土耳其其他鐵路交通公司，包括馬爾馬拉鐵路及伊茲密爾市郊鐵路。土耳其國鐵自1994年起成為InterRail的成員。